# Der Mann, den es nicht gibt
Der Mann, den es nicht gibt (Originaltitel: The Man Who Never Was) war eine von 1966 bis 1967 ausgestrahlte Fernsehserie des US-amerikanischen Senders ABC. Von der Serie mit Robert Lansing und Dana Wynter in den Hauptrollen wurde eine Staffel produziert. Die ARD strahlte die Folgen der in Deutschland gedrehten Serie im regionalen Vorabendprogramm aus.

## Handlung
In der Serie spielt Lansing eine Doppelrolle. Zum einen verkörpert er Peter Murphy, einen amerikanischen Spion, zum anderen Mark Wainwright, einen einflussreichen Millionär und Playboy, mit exakt dem gleichen Aussehen wie Murphy. Eines Abends wird Murphy verfolgt, als vor ihm Wainwright betrunken aus einer Bar gestolpert kommt. Überrascht von der extremen äußerlichen Ähnlichkeit kann er nicht verhindern, das Wainwright an seiner Stelle von den feindlichen Agenten getötet wird, die Murphy verfolgen. Obwohl die Ehefrau von Wainwright die Verwechslung sofort durchschaut, lässt sie den Spion Murphy in die Rolle ihres verstorbenen Mannes schlüpfen, da dies für sie nicht nur finanzielle Vorteile hat, sondern auch weil sie von der gütigen Behandlung durch Murphy im Vergleich zu ihrem beleidigenden Ehemann bewegt ist.

## Ausstrahlung
In den Vereinigten Staaten wurde die Serie vom 7. September 1966 bis zum 4. Januar 1967 ausgestrahlt. In Deutschland wurde die Serie zwischen 1969 und 1971 im regionalen Vorabendprogramm ausgestrahlt.

## Episodenliste
| Nr. | Deutscher Titel           | Originaltitel            | Erstausstrahlung USA | Deutschsprachige Erstausstrahlung (D) | Regie          | Drehbuch                                          |
| --- | ------------------------- | ------------------------ | -------------------- | ------------------------------------- | -------------- | ------------------------------------------------- |
| 1   | Eins und Eins = Eins      | One Plus One Equals One  | 7. Sep. 1966         | –                                     | John Newland   | Merwin Gerard, Teddi Sherman & Judith Plowden     |
| 2   | –                         | The Last Of Peter Murphy | 14. Sep. 1966        | –                                     | John Newland   | Merwin Gerard                                     |
| 3   | Das Loch im Netz          | Search for a Bent Twig   | 21. Sep. 1966        | –                                     | John Newland   | Judith Barrows & Robert Guy Barrows               |
| 4   | Alte Liebe rostet nicht   | All That Lia Ever Wanted | 28. Sep. 1966        | –                                     | John Newland   | William Bast                                      |
| 5   | –                         | Escape                   | 5. Okt. 1966         | –                                     | John Newland   | Robert C. Dennis                                  |
| 6   | –                         | Death in Vienna          | 12. Okt. 1966        | –                                     | John Newland   | Frank Moss                                        |
| 7   | Die Sauhatz               | A Little Ignorance       | 19. Okt. 1966        | –                                     | John Newland   | Merwin Gerard                                     |
| 8   | Im Fadenkreuz             | Target: Eva              | 26. Okt. 1966        | –                                     | Walter Doniger | William Bast & Edmund Morris                      |
| 9   | –                         | The Big Fish             | 2. Nov. 1966         | –                                     | John Newland   | Donald James                                      |
| 10  | Irenes Gemäldegalerie     | Pay Now, Pray Later      | 9. Nov. 1966         | –                                     | John Newland   | Dick Carr                                         |
| 11  | Der Puppenspieler         | Games of Death           | 16. Nov. 1966        | –                                     | John Newland   | Lewis Pine & Robert C. Dennis                     |
| 12  | –                         | If This Be Treason       | 23. Nov. 1966        | –                                     | John Newland   | Judith Barrows & Robert Guy Barrows               |
| 13  | Die Corinthia             | To Kill an Albatross     | 30. Nov. 1966        | –                                     | John Newland   | Donald James, Judith Barrows & Robert Guy Barrows |
| 14  | La Contessa               | Things Dead and Done     | 7. Dez. 1966         | –                                     | John Newland   | Frank Moss                                        |
| 15  | Doppeltes Spiel           | The Perfect Crime        | 14. Dez. 1966        | –                                     | John Newland   | Cliff Todd                                        |
| 16  | Alte Freunde              | In Memory of Davos       | 21. Dez. 1966        | –                                     | John Newland   | Judith Barrows & Robert Guy Barrows               |
| 17  | Auftrag „Schwarzer Falke“ | Drop by Drop             | 28. Dez. 1966        | –                                     | John Newland   | William Bast & Robert C. Dennis                   |
| 18  | Flush mit As              | I Take This Woman        | 4. Jan. 1967         | –                                     | John Newland   | Patricia Falken Smith                             |